# رایان هوارد
رایان بیلی هوارد یک شخصیت خیالی در مجموعه تلویزیونی آمریکایی اداره است. وی توسط نویسنده، کارگردان و تهیه‌کننده اجرایی بی جی نواک به تصویر کشیده شده‌است و براساس ریکی هوارد از نسخه اصلی انگلیسی اداره (و همچنین نیل گادوین، در فصل چهارم) ساخته شده‌است و نقش او به‌طور قابل توجهی به شخصیت اصلی گسترش یافت.
دربارهٔ زندگی اولیه رایان هوارد اطلاعات کمی در دست است، اما در یک صحنه حذف شده از «روز تنوع» مشخص می‌شود که وی در اسکرانتون بزرگ شده‌است. در وبیزود «داستان جنسیت ظریف»، رایان اشاره می‌کند که پدر و مادرش در خانه‌های جداگانه زندگی می‌کنند. در ابتدای سریال، رایان هوارد کارمند موقت شاخه اسکرانتون در شرکت توزیع کننده کاغذ ساختگی داندر میفلین است که در قسمت اول به کارمندان پیوست و کارمندان به او لقب «Temp» به معنای موقتی را دادند.
در قسمت‌های ابتدایی نشان داده شده‌است که روابط حرفه‌ای او با رئیسش، مایکل اسکات، ناراحت‌کننده است. مایکل غالباً رایان را مجبور به انجام کارهای ناپسند برای او می‌کند و در عین حال با زندگی شخصی رایان وسواس می‌ورزد و همچنین دوستی با رایان را به دست می‌آورد. با پیشرفت سریال، رایان نسبت به همکاران و شغل خود آغاز به تحقیر زیادی می‌کند. این امر زمانی آشکارتر می‌شود که رایان در «شغل» برای کار در داندر میفلین در نیویورک معرفی می‌شود. این امر منجر می‌شود تا رایان به رغم مهارت‌های نامناسب در فروش، به یک مباهات خودخواهانه بدل شود. در قسمت پایانی فصل ۴ «خداحافظ، توبی»، رایان به جرم کلاهبرداری دستگیر می‌شود. وی سرانجام آزاد و مجبور به کار در خدمات اجتماعی می‌شود.